# Guido Pepoli
Guido Pepoli, född 6 maj 1560 i Bologna, död i juni 1599 i Rom, var en italiensk kardinal.
Pepoli blev juris utriusque doktor 1583. Påve Sixtus V utnämnde honom 1587 till skattmästare och två år senare till kardinal.